# Archimimus brevigaster
Archimimus brevigaster är en tvåvingeart som beskrevs av Guilherme A.M.Lopes och Tibana 1988. Archimimus brevigaster ingår i släktet Archimimus och familjen köttflugor. Inga underarter finns listade i Catalogue of Life.